# C25H35N3O
化学式C25H35N3O（摩尔质量：393.58 g/mol）可能指：
- 安麦角（LY-237733），CAS号：121588-75-8
- 十一烷基灵菌红素，CAS号：52340-48-4

|  | 这个同类索引页列出了具有相同分子式的化学物（即同分異構體）条目。 除非您是有意链接至本页，否则应将相应条目的内部链接指向正确的条目。 |